# فرودگاه پمبرتون، نیوجرسی
 فرودگاه پمبرتون، نیوجرسی (به انگلیسی: Pemberton Airport (New Jersey)) یک فرودگاه خصوصی بهره‌برداری هوایی است که یک باند فرود چمن دارد و طول باند آن ۷۸۳ متر است. این فرودگاه در کشور ایالات متحده آمریکا قرار دارد و در ارتفاع ۲۰ متری از سطح دریا واقع شده است.